# ۸۷ نورث پروداکشنز
۸۷ نورث پروداکشنز (به انگلیسی: 87North Productions) یک شرکت تولید فیلم آمریکایی است که توسط دیوید لیچ و کلی مک‌کورمیک تأسیس شده‌است. از تولیدات معتبر آنها می‌توان به فیلم‌های هیچ‌کس (فیلم ۲۰۲۱) با بازی باب ادنکیرک و قطار سریع‌السیر (فیلم ۲۰۲۲) با بازی برد پیت که خود دیوید لیچ کارگردانی کرد اشاره کرد.
این شرکت همچنین در مرحله پس از تولید فیلم شب خشونت‌آمیز است، یک فیلم دلهره‌آور که در پس زمینه کریسمس با بازی دیوید هاربر و کارگردانی تومی ویرکولا، تولید شده توسط لیچ و مک کورمیک، و قرار است اواخر سال ۲۰۲۲ منتشر شود. و بلاگردان (فیلم ۲۰۲۴) را در حال توسعه دارند.

## تاریخچه شرکت
در ۲۲ آوریل ۲۰۱۹، دیوید لیچ و کلی مک کورمیک ۸۷ نورث پروداکشنز را به عنوان شراکت با یونیورسال پیکچرز تشکیل دادند و در این فرایند، هیچ‌کس (فیلم ۲۰۲۱) را از کمپانی اس‌تی‌اکس انترتینمنت خریداری کردند.

## محصولات شرکت
- هیچ‌کس (۲۰۲۱)
- کیت (۲۰۲۱)
- قطار سریع‌السیر (۲۰۲۲)
- شب خشونت‌آمیز (۲۰۲۲)
- مرد ساده‌لوح (۲۰۲۴)